# Magome (métro de Tokyo)
Magome (馬込駅, Magome-eki) est une station du métro de Tokyo sur la ligne Asakusa dans l'arrondissement d'Ōta à Tokyo. Elle est exploitée par le Bureau des Transports de la Métropole de Tokyo (Toei).

## Situation sur le réseau
La station Magome est située au point kilométrique (PK) 1,2 de la ligne Asakusa.

## Histoire
La station a été inaugurée le 15 novembre 1968.

## Services aux voyageurs

### Accès et accueil
La station est ouverte tous les jours.
En moyenne, 25 630 voyageurs ont fréquenté quotidiennement la station en 2015.

### Desserte
Ligne Asakusa :
- voie 1 : direction Nishi-Magome

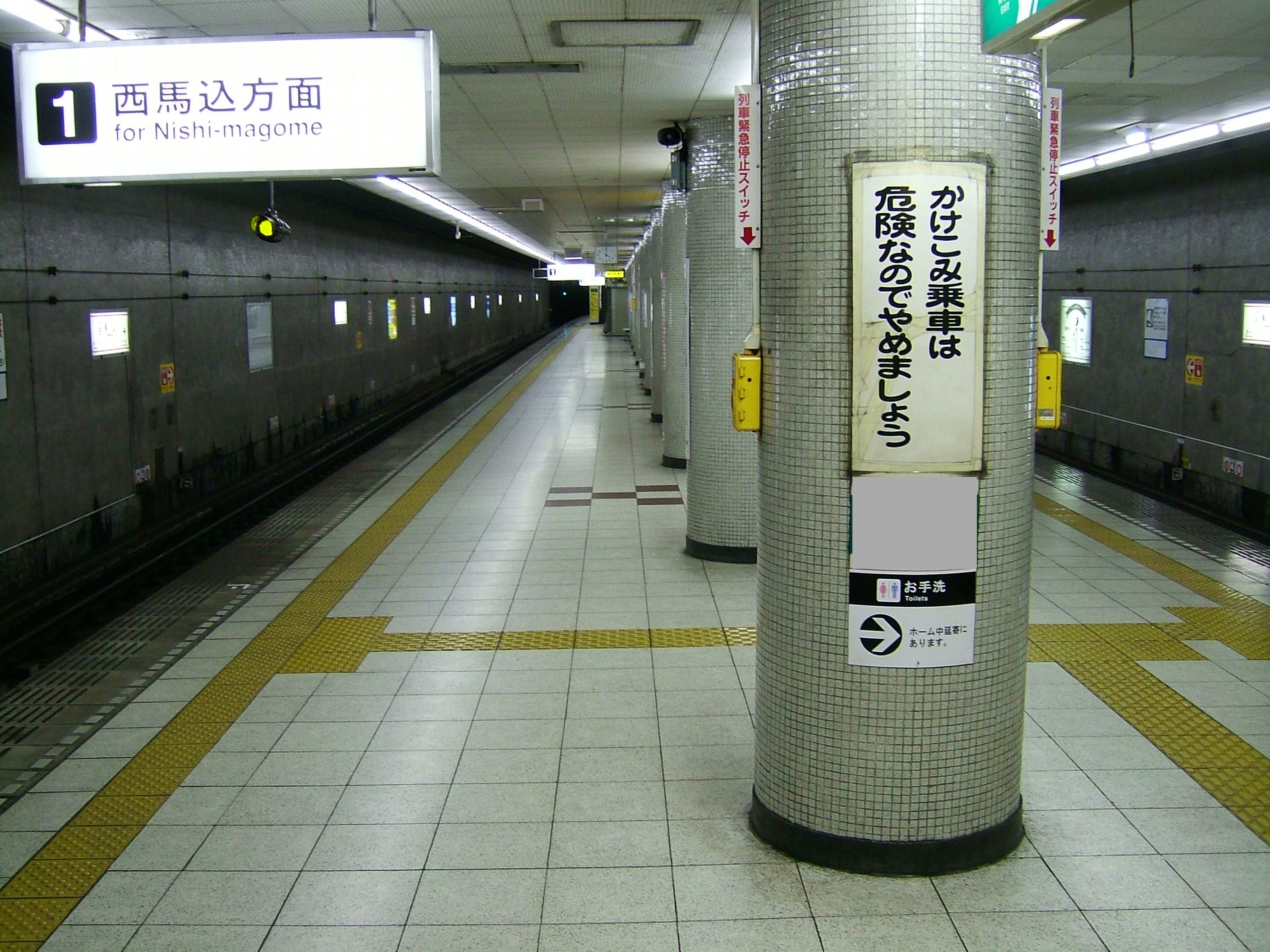
Quais de la station

- voie 2 : direction Oshiage (interconnexion avec la ligne principale Keisei pour Inba-Nihon-Idai, Shibayama-Chiyoda ou l'aéroport de Narita)